# Coco Winkelmann
Coco Winkelmann (* 24. Juli 1978 in München; eigentlich Cornelia Winkelmann) ist ein ehemaliger Kinderstar der ZDF-Weihnachtsserie Laura und Luis.

## Leben und Werk
Cornelia „Coco“ Winkelmann wurde 1978 als Tochter eines Taxifahrers in München geboren. Im Alter von etwa neun Jahren machte sie, teilweise unterstützt von ihren drei Schwestern, Werbeaufnahmen für Kinderartikel bzw. Kindermode. Regisseur Frank Strecker besetzte sie 1989 gemeinsam mit ihrer jüngsten Schwester Celia für die Pfaue-Verfilmung Laura und Luis, wo sie als Diebin Laura eine der Hauptrollen spielte. Nach dem Erfolg der Weihnachtsserie und der Popularität zog sich der Kinderstar in sein Privatleben zurück.